# Nahúm Elí Palacios Arteaga
Nahúm Elí Palacios Arteaga (14 de marzo de 2010) fue un periodista y reportero hondureño. Palacios fue director de noticias del Canal 5 en Aguán y presentador del programa del informativo de Radio Tocoa para la costa caribeña.

## Biografía
Como periodista de investigación, Palacios se centró en denunciar a políticos locales, tráfico de drogas y violencia en Honduras. También era conocido por informar sobre un conflicto en curso entre terratenientes y campesinos en la región norte del Aguán. Según los informes, Palacios recibió amenazas de miembros del ejército hondureño en junio de 2009 por la cobertura crítica del golpe de Estado hondureño de 2009 que derrocó al expresidente Manuel Zelaya. También recibió amenazas de muerte anónimas de organizaciones criminales que operan en el país. La Comisión Interamericana de Derechos Humanos (CIDH) instó al gobierno a proteger específicamente a Palacios en julio de 2009.

### Asesinato
A las 10:30 de la noche del 14 de marzo de 2010 y mientras conducía con su coche para casa, Palacios le dispararon mortalmente con fusiles automáticos AK-47, recibiendo al menos 20 impactos. Palacios, quien recibió varios disparos, murió en la escena del ataque. El automóvil en el que viajaba Palacios recibió 42 agujeros de bala en el ataque. Una mujer en su automóvil fue tratada por lesiones en un hospital local, mientras que un camarógrafo escapó ileso del ataque.
Palacios fue uno de los cinco periodistas asesinados en Honduras en marzo de 2010.